# Zespół Mayera-Rokitansky’ego-Küstera-Hausera
Zespół Mayera-Rokitansky’ego-Küstera-Hausera (agenezja przewodów Müllera, łac. uterus bipartitus solidus rudimentarius cum vagina solida) – zespół wad wrodzonych występujący u kobiet, charakteryzujący się agenezją pochwy i macicy, pierwotnym brakiem miesiączki i bezpłodnością. Eponimiczna nazwa zespołu upamiętnia Georges’a André Hausera, Hermanna Küstera, Augusta Mayera i Karla von Rokitansky’ego, którzy niezależnie od siebie przedstawili pierwsze opisy zespołu.

## Nazewnictwo
Synonimy zespołu to:
- agenezja przewodów Müllera (ang. Müllerian agenesis)
- zespół Küstera
- zespół Mayera-Rokitansky’ego
- zespół Mayera-Rokitansky’ego-Küstera-Hausera (ang. Mayer-Rokitansky-Küster-Hauser syndrome, MRKH syndrome)
- kompleks malformacji Mayera-von Rokitansky’ego-Küstera
- zespół Mayera-Rokitansky’ego-Küstera
- zespół von Rokitansky’ego-Küstera-Hausera (ang. RKH syndrome)
- zespół Rokitansky’ego-Küstera.

## Epidemiologia
Częstość występowania zespołu ocenia się na 1:4000-1:5000 żywych urodzeń. Rozpoznanie zwykle jest ustalane przy wyjaśnianiu pierwotnego braku miesiączki. Opisano autosomalne dominujące dziedziczenie choroby.

## Objawy i przebieg
Zespół wad charakteryzuje się wrodzonym brakiem i/lub niepełnym rozwinięciem pochwy i macicy, pierwotnym brakiem miesiączki,  rozwiniętymi jajnikami i jajowodami o prawidłowej czynności. II- i III-rzędowe cechy płciowe są rozwinięte: gruczoły sutkowe rozwijają się prawidłowo, owłosienie jest typu kobiecego. Niekiedy w obrazie klinicznym zespołu towarzyszą wady układu moczowego, zaburzenia rozwojowe układu kostnego, wrodzone wady serca, przepuklina pachwinowa. Przyczyną zespołu jest dysplazja przewodów okołośródnerczowych Müllera w życiu płodowym.

## Klasyfikacja ICD10
| kod ICD10     | nazwa choroby                 |
| ------------- | ----------------------------- |
| ICD-10: Q51.0 | Niewytworzenie i zanik macicy |
| ICD-10: Q52.0 | Wrodzony brak pochwy          |